# Zestrój akcentowy
Zestrój akcentowy – obdarzona sensem grupa sylab posiadająca jeden główny akcent. Pojęcie z zakresu teorii poezji. Na powtarzalności zestrojów akcentowych w obrębie wersów bazuje system wersyfikacyjny w poezji, zwany tonizmem.
Atony dzielą się na:
- proklityki – całość akcentowana składa się z wyrazu zasadniczego oraz słowa pomocniczego występującego przed nim i niewyróżniającego się własnym akcentem
- enklityki – całość akcentowana składa się z wyrazu zasadniczego oraz słowa pomocniczego występującego za nim i niewyróżniającego się własnym akcentem